# Lophoptera glaucobasis
Lophoptera glaucobasis là một loài bướm đêm trong họ Noctuidae.